# IC 608
IC 608 ist eine Spiralgalaxie mit ausgedehnten Sternentstehungsgebieten vom Hubble-Typ S? pec im Sternbild Sextant südlich des Himmelsäquators. Sie ist rund 493 Millionen Lichtjahre von der Milchstraße entfernt und hat einen Durchmesser von etwa 115.000 Lichtjahren. 
Das Objekt wurde am 4. Mai 1893 vom französischen Astronomen Stéphane Javelle entdeckt.